# Karl Kaser (Historiker)
Karl Kaser (* 6. November 1954 in Pischelsdorf in der Steiermark; † 11. April 2022 in Piran) war ein österreichischer Südosteuropahistoriker und -anthropologe.

## Leben
Ab 1974 nahm er das Studium der Geschichte und Slawistik in Graz auf, das er 1980 mit einem Doktorat in Südosteuropäischer Geschichte abschloss. 1986 habilitierte er sich für Südosteuropäische Geschichte mit der Habilitationsarbeit Freier Bauer und Soldat. Die Militarisierung der agrarischen Gesellschaft in der kroatisch-slawonischen Militärgrenze (1535–1881). Er wurde 1988 zum halbtätigen Vertragsassistenten für Südosteuropäische Geschichte ernannt und 1996 zum ordentlichen Universitätsprofessor für Südosteuropäische Geschichte an der Karl-Franzens-Universität Graz berufen.
Er war Honorarprofessor an der Universität Shkodra und Ehrenmitglied des Forschungszentrums der Slowenischen Akademie der Wissenschaften und Künste.
Kaser starb am 11. April 2022 in Piran.

## Schriften (Auswahl)
- Südosteuropäische Geschichte und Geschichtswissenschaft. Wien 2002, ISBN 3-205-99428-0.
- Balkan und Naher Osten. Einführung in eine gemeinsame Geschichte. Wien 2011, ISBN 978-3-205-78624-5.
- Andere Blicke. Religion und visuelle Kulturen auf dem Balkan und im Nahen Osten. Wien 2013, ISBN 3-205-78952-0.
- Hollywood auf dem Balkan. Die visuelle Moderne an der europäischen Peripherie (1900–1970). Wien 2018, ISBN 978-3-205-20474-9.